# Hrizoberil
Hrizoberil (grško χρυσοβήρυλλος [hrysobḗryllos] iz χρυσός [hrysós] – zlato in βήρυλλος [bḗryllos] – beril) je redek berilijev aluminatni mineral iz razreda oksidov z razmerjem kovina:kisik = 3:4.  Njegova kemijska formula je BeAl2O4 (BeO•Al2O3). Vsebuje sledove kroma in železa, ki mu dajeta značilne zlato rumene, zelene, rumene in rjavkaste barve. Kristalizira v ortorombskem kristalnem sistemu. Hrizoberil ima trdoto 8,5 in je za diamantom in korundom tretji najtrši mineral. 
Hrizoberil je kljub podobnemu imenu povsem drugačen od berila (Be3Al2(SiO3)6), ki spada med berilijeve silikatne minerale. 

## Zgodovina
Hrizoberil je eden od približno dvajset dragih kamnov, ki jih je opisal že rimski pisatelj Plinij Starejši (23-79) v svoji Naturalis Historia. Plinij ga je imel za podvrsto berila in sorodnika akvamarina in smaragda, čeprav se od njih razlikuje po kemijski sestavi, kristalni strukturi in trdoti.
Aleksandrit so odkrili leta 1830 v rudnikih smaragdov Takovskaja na Uralu in ga aprila 1834 poimenovali po kasnejšem ruskem carju Aleksandru II. (1818-1881, vladal 1855-1881), ki je takrat postal polnoleten. Aleksandrit je zaradi svoje spreminjajoče se zelene in rdeče barve, ki sta bili glavni barvi carske Rusije, postal nacionalni kamen carske Rusije.

## Podvrsti
Zelo cenjena podvrsta hrizoberila je aleksandrit, ki je v dnevni svetlobi zelen do modro zelen, v umetni svetlobi pa rdeč do vijoličen. Takšen način prelivanja barv se imenuje aleksandritski efekt in je posledica prisotnosti kroma. Vzrok je močan pleohroizem in različna spektra dnevne in umetne svetlobe. Aleksandrit deluje kot filter, ki prepušča samo rdečo ali zeleno svetlobo: v dnevni svetlobi, ki vsebuje večji delež zelene svetlobe, je zato zelen, v umetni svetlobi, v kateri prevladuje rdeča svetloba, pa rdeč.
Druga podvrsta hrizoberila je kimofan ali (hrizoberilovo)  mačje oko, ki ima videz mačjih oči. Razgiban srebrno progast videz povzroča lom svetlobe v finih vzporednih votlih kanalih.

## Nahajališča
Hrizoberil se pojavlja skupaj z berilom, mikroklinom in turmalini v granitnih pegmatitih, skupaj z albitom in almandinom v skrilavcih regionalnega metamorfizma in klastičnih aluvialnih ali morskih vsedlinah. 
Pomembna hahajališča so Takovaja na Uralu (Ruska federacija), Šri Lanka, Espirito Santo (Brazilija), Golden (Kolorado) in Haddam (Connecticut), Norveška, Ljudska republika Kitajska, Rodezija in Olgiasca pri jezeru Como (Italija). V Sloveniji hrizoberila še niso odkrili.